# Премия Национального совета кинокритиков США за лучший актёрский ансамбль
Премия Национального совета кинокритиков США за лучший актёрский ансамбль — одна из премий Национального совета кинокритиков США, присуждается с 1994 года. 

## Победители

### 1990-е
| Год  | Фильм               | Актёрский ансамбль |
| ---- | ------------------- | --- |
| 1994 | Высокая мода        | Марчелло Мастроянни, Софи Лорен, Жан-Пьер Кассель, Ким Бейсингер, Кьяра Мастроянни, Стивен Ри, Анук Эме, Руперт Эверетт, Росси де Пальма, Тара Леон, Джорджанна Робертсон, Лили Тейлор, Уте Лемпер, Форест Уитакер, Том Новембре, Ричард Грант, Anne Canovas, Джулия Робертс, Тим Роббинс, Лорен Бэколл, Лайл Ловетт, Трейси Ульман, Салли Келлерман, Линда Хант, Тери Гарр, Дэнни Айелло, Жан Рошфор, Мишель Блан |
| 1995 | Подозрительные лица | Стивен Болдуин, Гэбриэл Бирн, Бенисио Дель Торо, Кевин Поллак, Кевин Спейси, Чезз Палминтери, Пит Постлетуэйт, Сьюзи Эмис, Джанкарло Эспозито |
| 1996 | Клуб первых жён     | Бетт Мидлер, Голди Хоун, Дайан Китон, Мэгги Смит, Дэн Хедайя, Сара Джессика Паркер, Стокард Чэннинг, Виктор Гарбер, Стивен Коллинз, Элизабет Беркли, Марша Гей Харден, Бронсон Пиншо, Дженнифер Дандас, Айлин Хекарт, Филип Боско, Роб Райнер, Джеймс Нотон, Эри Гринберг, Аида Линарес |
| 1997 | Славное будущее     | Иэн Холм, Каэртэн Бэнкс, Сара Полли, Том Маккамус, Габриэль Роуз, Альберта Уотсон, Мори Чайкин, Стефани Моргенштерн |
| 1998 | Счастье             | Джейн Адамс, Джон Ловитц, Филип Сеймур Хоффман, Дилан Бейкер, Лара Флинн Бойл, Джастин Элвин, Синтия Стивенсон, Лила Гланцман Лейб, Джерри Беккер, Руфус Ред, Луиза Лассер, Бен Газзара, Кэмрин Мангейм, Артур Дж. Наскарелла, Молли Шеннон, Энн Харада, Дуглас Макграт |
| 1999 | Магнолия            | Том Круз, Пэт Хили, Джулианна Мур, Женевьева Цвейг, Марк Фленнеган, Уильям Мэйси, Нил Флинн, Филип Сеймур Хоффман, Род Маклаклан |

### 2000-е
| Год  | Победитель                          | Актёрский ансамбль |
| ---- | ----------------------------------- | --- |
| 2000 | Жизнь за кадром                     | Алек Болдуин, Чарльз Дёрнинг, Джим Франген, Кларк Грегг, Винсент Гуастаферро, Майкл Хиггинс, Филип Сеймур Хоффман, Рики Джей, Джонатан Кац, Линда Кимбро, Джордан Лаж, Моррис Ламор, Пэтти Люпон, Уильям Мэйси, Майкл Джеймс О’бойл, Сара Джессика Паркер, Дэвид Пеймер, Ребекка Пиджон, Шарлотт Поток, Лайонел Марк Смит, Аллен Соул, Джулия Стайлз |
| 2001 | Последние желания                   | Майкл Кейн, Боб Хоскинс, Том Кортни, Дэвид Хеммингс, Рэй Уинстон, Хелен Миррен |
| 2002 | Николас Никльби                     | Джейми Белл, Джим Бродбент, Том Кортни, Алан Камминг, Эдвард Фокс, Ромола Гарай, Кристофер Пламмер, Энн Хэтэуэй, Барри Хамфрис, Чарли Ханнэм, Нейтан Лейн, Тимоти Сполл, Джульет Стивенсон |
| 2003 | Властелин колец: Возвращение короля | Шон Астин, Шон Бин, Кейт Бланшетт, Орландо Блум, Билли Бойд, Бернард Хилл, Иэн Холм, Иэн Маккеллен, Вигго Мортенсен, Джон Ноубл, Миранда Отто, Джон Рис-Дэвис, Энди Серкис, Лив Тайлер, Карл Урбан, Хьюго Уивинг, Дэвид Уэнем, Элайджа Вуд |
| 2004 | Близость                            | Джуд Лоу, Клайв Оуэн, Натали Портман, Джулия Робертс |
| 2005 | Миссис Хендерсон представляет       | Джуди Денч, Боб Хоскинс, Уилл Янг, Кристофер Гест, Келли Райлли, Тельма Барлоу, Анна Брустер, Розалинд Холстед, Сара Солмани, Наталия Тена |
| 2006 | Отступники                          | Энтони Андерсон, Джеймс Бэдж Дейл, Алек Болдуин, Леонардо Ди Каприо, Келли Райлли, Мэтт Деймон, Джек Николсон, Мартин Шин, Рэй Уинстон, Вера Фармига, Марк Уолберг |
| 2007 | Старикам тут не место               | Хавьер Бардем, Джош Бролин, Гаррет Диллахант, Тесс Харпер, Вуди Харрельсон, Томми Ли Джонс, Келли Макдональд |
| 2008 | Сомнение                            | Виола Дэвис, Эми Адамс, Филип Сеймур Хоффман, Мерил Стрип |
| 2009 | Простые сложности                   | Мерил Стрип, Стив Мартин, Алек Болдуин, Джон Красински, Лейк Белл, Мэри Кей Плейс, Рита Уилсон, Александра Уэнтворт, Хантер Пэрриш, Зои Казан |

### 2010-е
| Год  | Победитель             | Актёрский ансамбль |
| ---- | ---------------------- | --- |
| 2010 | Город воров            | Бен Аффлек, Джереми Реннер, Ребекка Холл, Джон Хэмм, Блейк Лайвли, Пит Постлетуэйт, Крис Купер                                                                         |
| 2011 | Прислуга               | Эмма Стоун, Виола Дэвис, Октавия Спенсер, Брайс Даллас Ховард, Эллисон Дженни, Джессика Честейн, Сисси Спейсек, Крис Лоуэлл, Майк Фогель                               |
| 2012 | Отверженные            | Хью Джекман, Рассел Кроу, Энн Хэтэуэй, Аманда Сейфрид, Эдди Редмэйн, Саманта Баркс, Хелена Бонэм Картер, Саша Барон Коэн, Аарон Твейт, Колм Уилкинсон, Фрэнсис Раффелл |
| 2013 | Пленницы               | Хью Джекман, Джейк Джилленхол, Мария Белло, Виола Дэвис, Терренс Ховард, Мелисса Лео, Пол Дано, Дилан Миннетт                                                          |
| 2014 | Ярость                 | Брэд Питт, Логан Лерман, Шайа Лабаф, Майкл Пенья, Джон Бернтал, Джейсон Айзекс, Скотт Иствуд, Ксавьер Сэмюел, Брэд Уильям Хэнке, Анамария Маринка, Алисия фон Риттберг |
| 2015 | Игра на понижение      | Кристиан Бейл, Стив Карелл, Райан Гослинг, Мелисса Лео, Брэд Питт, Хэмиш Линклейтер, Рэйф Сполл, Джон Магаро, Мариса Томей, Джереми Стронг, Финн Уиттрок               |
| 2016 | Скрытые фигуры         | Тараджи Хенсон, Октавия Спенсер, Жанель Монэ, Кевин Костнер, Кирстен Данст, Джим Парсонс                                                                               |
| 2017 | Прочь                  | Калеб Лэндри Джонс, Дэниел Калуя, Кэтрин Кинер, Стивен Рут, Лакит Стэнфилд, Эллисон Уильямс, Лил Рель Хоуэри, Бетти Гэбриел                                            |
| 2018 | Безумно богатые азиаты | Аквафина, Джемма Чан, Генри Голдинг, Кен Джонг, Лиза Лу, Гарри Шам-младший, Констанс Ву, Мишель Йео                                                                    |
| 2019 | Достать ножи           | Ана де Армас, Тони Коллетт, Дэниел Крейг, Джейми Ли Кёртис, Крис Эванс, Дон Джонсон, Кэтрин Лэнгфорд, Джейден Мартелл, Кристофер Пламмер, Майкл Шеннон, Лакит Стэнфилд |

### 2020-е
| Год  | Победитель         | Актёрский ансамбль |
| ---- | ------------------ | --- |
| 2020 | Пятеро одной крови | Чедвик Боузман, Пол Уолтер Хаузер, Норм Льюис, Делрой Линдо, Джонатан Мэйджорс, Яспер Пяаккёнен, Кларк Питерс, Жан Рено, Мелани Тьерри, Исайя Уитлок мл. |
| 2021 | Тем больнее падать | Идрис Эльба, Джонатан Мейджорс, Зази Битц, Реджина Кинг, Делрой Линдо, Лакит Стэнфилд, Арджей Сайлер, Даниэль Дедуайлер                                  |
| 2022 | Женские сплетни    | |